# Black Consciousness Movement
Il Black Consciousness Movement (BCM, "movimento per la coscienza nera") fu un movimento anti-apartheid che nacque in Sudafrica fra la fine degli anni sessanta e l'inizio del decennio successivo.

## Storia

### Contesto
Negli anni Sessanta, i principali movimenti di opposizione all'apartheid in Sudafrica stavano subendo una pesante repressione da parte del governo. L'African National Congress (ANC) guidato da Nelson Mandela aveva iniziato un'azione di sabotaggio e guerriglia attraverso il proprio braccio armato, lo Umkhonto we Sizwe, ma senza ottenere risultati importanti. Molti attivisti dell'African National Congress (ANC) e del Pan Africanist Congress (PAC) furono arrestati o mandati in esilio. La tensione fra il governo bianco e la popolazione nera giunse alla crisi in seguito alla violenta repressione delle manifestazioni popolari da parte della polizia, esemplificate dal caso eclatante del massacro di Sharpeville.
Persi i propri rappresentanti storici, la popolazione nera sudafricana era naturalmente incline a cercarne di nuovi. Organizzazioni anti-apartheid si formarono persino in seno alla chiesa anglicana. L'arcivescovo anglicano Robert Selby Taylor fondò lo University Christian Movement (UCM), che in seguito divenne uno dei veicoli della diffusione del pensiero del BCM.

### Nascita del movimento
Il BCM iniziò a svilupparsi negli ultimi anni sessanta, soprattutto a opera di Stephen Biko e Barney Pityana. Biko rimase sempre il leader principale del movimento, pur affiancandosi ad altre figure di rilievo come Bennie Khoapa, Pityana, Mapetla Mohapi e Mamphela Ramphele.
Nel definire la linea del BCM, Biko si ispirò soprattutto a pensatori afroamericani come W. E. B. Dubois, Martin Delaney e Marcus Garvey, che avevano sostenuto la necessità, per i neri degli Stati Uniti, di fondare la propria lotta per l'emancipazione sul rifiuto dei pregiudizi razziali che i bianchi avevano trasmesso loro. Poiché intendeva la lotta per l'abolizione dell'apartheid anche e soprattutto come una lotta culturale, per Biko fu naturale abbracciare anche il principio della nonviolenza ispirandosi a Gandhi and Martin Luther King.

### Linea politica
Rispetto all'ANC (principale movimento di opposizione all'apartheid per oltre metà del XX secolo), il BCM ebbe fin dall'inizio posizioni più radicali rispetto al rifiuto della cultura bianca. L'azione del BCM era in gran parte volta a sensibilizzare i neri allo scopo di emanciparli dalla visione del mondo imposta dai bianchi. Per questi motivi, il BCM dimostrava una certa ostilità anche verso i progressisti bianchi anti-apartheid, giudicando il loro interessamento verso i neri troppo paternalistico. Questa linea politica generò dapprima qualche tensione fra gli attivisti neri, molti dei quali propendevano per posizioni più moderate che consentissero un dialogo con i bianchi liberali (l'ANC, per esempio, aveva sempre mantenuto buoni rapporti con il partito comunista sudafricano). In seguito, tuttavia, la visione del BCM divenne quella predominante del movimento anti-apartheid sudafricano.
Pur opponendosi alla partecipazione dei bianchi al movimento, i leader del BCM accettarono invece l'apporto delle altre etnie "di colore" del Sudafrica, e in particolare di quella (particolarmente rappresentata e importante) degli indiani. Il termine "black" in "black consciousness" venne quindi a indicare tutte le etnie non bianche.

### Azione del BCM nel territorio
Coerentemente con quelli che erano i propri obiettivi, l'azione del BCM si svolgeva soprattutto attraverso la propaganda e la diffusione di informazioni presso la popolazione nera. Per fare questo, il BCM organizzò una rete capillare di "scuole" clandestine in cui si insegnava ai neri l'orgoglio per la propria cultura, e al tempo stesso li si alfabetizzava per fornire loro gli strumenti per affrontare i bianchi sul piano culturale. Inoltre, il BCM forniva servizi alla popolazione nera, come l'assistenza sanitaria gratuita, e pubblicava una serie di giornali, come il Black Review, Black Voice, Black Perspective, e il Creativity in Development.
Il BCM organizzò anche grandi manifestazioni di protesta e scioperi.

### Repressione del movimento
Poiché la sua politica radicalizzava il conflitto con i bianchi, il BCM fu immediatamente preso di mira dai servizi di sicurezza del regime afrikaner del National Party. Una prima serie di arresti si ebbe nel settembre del 1975, e coinvolse molti leader del BCM che avevano avuto rapporti con il movimento di liberazione mozambicano Frelimo, e che furono accusati di terrorismo.
Il conseguente aumento della tensione fra neri e bianchi raggiunse il proprio culmine nella violenta repressione degli scontri di Soweto, il 16 giugno 1976, in cui furono uccisi centinaia di civili. Nei giorni che seguirono la rivolta, tutti i leader del movimento furono identificati e messi al bando. Lo stesso Biko fu arrestato e morì nel carcere di Port Elizabeth il 12 settembre del 1977.
Un mese dopo la morte di Biko, il governo sudafricano dichiarò fuorilegge 17 gruppi associati al BCM. La repressione del movimento portò molti membri del BCM a tornare nelle file dell'ANC o delle sue cellule armate. Al tempo stesso, nel BCM confluì una nuova generazione di attivisti ispirati proprio dal massacro di Soweto e dalla morte di Biko (fra questi c'era anche Desmond Tutu). Dalle ceneri del BCM nacquero così nuove organizzazioni, fra cui la Azanian People's Organization (AZAPO), il Congress of South African Students (COSAS), la Azanian Student Organization (AZASO) e la Port Elizabeth Black Civic Organization (PEBCO).

## Il pensiero del BCM nella cultura
A differenza di quanto avveniva per movimenti analoghi negli Stati Uniti (per esempio il Black Power e le Black Panthers), il BCM non aveva la necessità di ricostruire la cultura del popolo nero. Nonostante l'impatto del colonialismo, infatti, le tradizioni dei popoli sudafricani come gli Xhosa erano rimaste vitali, soprattutto (ma non solo) nelle campagne.
Negli anni settanta, tuttavia, l'espressione letteraria divenne uno degli strumenti del BCM. La rivista Staffrider, in particolare, divenne celebre per i racconti brevi e le poesie di scrittori sudafricani neri. Diversi autori pubblicarono romanzi incentrati sugli eventi più drammatici della lotta anti-apartheid, come i fatti di Soweto (di cui scrissero per esempio Miriam Tlali, Mothobi Mutloatse e Mbulelo Mzamane). Altri autori celebri di questo periodo furono Mtutuzeli Matshoba e Njabulo Ndebele. Fra i poeti, spiccavano i nomi di Sipho Sempala, Mongane Serote, Mafika Gwala e Ingoapele Madingoane.

## Personaggi di rilievo del BCM
- Steve Biko
- Bennie Khoapa
- Barney Pityana
- Mapetla Mohapi
- Mamphela Ramphele
- Malusi Mpumluana
- Mthuli ka Shezi
- Thamsanga Mnyele
- Barney Simon